# Albert Wassermann
Adolf Albert Wassermann (* 4. Dezember 1901 in Wien, Österreich-Ungarn; † 2. Oktober 1971 in Aarsele, Provinz Westflandern, Belgien) war ein österreichischer Chemiker.

## Leben und Tätigkeit
Wassermann war ein Sohn des Schriftstellers Jakob Wassermann und seiner Frau Julie, geb. Speyer. Er wuchs in Wien auf und besuchte ein Realgymnasium. Anschließend studierte er ab dem Wintersemester 1920/1921 Chemie an der Universität Wien und an der Universität München. Zu seinen Lehrern gehörten Richard Willstätter und Richard Kuhn. 1925 promovierte er bei Kuhn mit einer Arbeit über Benzolderivate zum Dr. rer nat.
Von 1931 bis 1932 war Wassermann Assistent am Kaiser-Wilhelm-Institut für Chemie in Heidelberg und Mitarbeiter des dortigen Max-Planck-Instituts. Nach seiner Habilitation in Karlsruhe im Jahre 1932 lehrte er von 1932 bis 1933 als Privatdozent an der TH Karlsruhe.
Im Gefolge des Machtantritts der Nationalsozialisten im Frühjahr 1933 emigrierte Wassermann nach Großbritannien. Dort arbeitete er zunächst von 1933 bis 1935 als Forschungsassistent am University College in London. Anschließend lehrte er von 1936 bis 1937 am University College in Southampton. 1939 wurde er D.S. an der University London.
Von 1939 bis 1945 war Wassermann als Forscher am Imperial College for Science and Technology und beim Ministry of Home Security in der Rüstungsforschung tätig.
Von den nationalsozialistischen Polizeiorganen wurde Wassermann nach seiner Emigration als Staatsfeind eingestuft: Im Frühjahr 1940 setzte das Reichssicherheitshauptamt in Berlin ihn auf die Sonderfahndungsliste G.B., ein Verzeichnis von Personen, die im Falle einer erfolgreichen Invasion und Besetzung der britischen Inseln durch die Wehrmacht von den Besatzungstruppen nachfolgenden Sonderkommandos der SS mit besonderer Priorität ausfindig gemacht und verhaftet werden sollten.
In den Jahren 1945 bis 1950 forschte Wassermann als Collie Research Fellow. 1955 wurde Wassermann Dozent und 1958 außerordentlicher Professor für Chemie am Londoner University College.
Die Forschungsschwerpunkte von Wassermann, der als Spezialist für Polymerchemie und Biochemie galt, waren die Struktur von Säuren und Absorptionsspektren organischer Stoffe. Er veröffentlichte in Fachzeitschriften wie der Zeitschrift für physikalische Chemie, dem Journal of the Chemical Society und dem Journal of Polymer Science und Nature.
Wassermann starb bei einem Flugzeugabsturz.

## Familie
Wassermann war mit Anni, die ebenfalls Chemikerin war, verheiratet.

## Schriften
- Messungen der Dissoziations-Konstanten einiger Benzolderivate und eine Betrachtung über die 'allgemeine Polarität' der Substituenten. Untersuchungen in der Fluoren-9-Reihe, 1926. (Dissertation)
- Diels-Alder Reactions. Organic Background and Physico-Chemical Aspects, 1965.
- Size and Shape Changes of Contractile Polymers. Conversion of Chemical into Mechanical Energy. Proceedings of Seminars held at University College, 1960.